# Vườn quốc gia Danggu Gorge
Vườn quốc gia Danggu Gorge là một vườn quốc gia ở Tây Úc, Úc.